# Myoporum mauritianum
Myoporum mauritianum är en flenörtsväxtart som beskrevs av A. Dc.. Myoporum mauritianum ingår i släktet Myoporum och familjen flenörtsväxter. Inga underarter finns listade i Catalogue of Life.